# Bodianus prognathus
Bodianus prognathus Lobel, 1981 è un pesce di acqua salata appartenente alla famiglia Labridae.

## Distribuzione e habitat
Il suo areale sembra essere piuttosto ristretto: proviene dalle Sporadi Equatoriali, ma è stato segnalato anche dall'Isola Baker e dalle Isole della Fenice. Nuota nelle zone ricche di coralli, di solito a profondità non oltre i 30 m.

## Descrizione
Presenta un corpo leggermente compresso lateralmente, allungato e con la testa dal profilo decisamente appuntito e denti sporgenti. La forma del muso nel permette la distinzione dai molto simili Bodianus dictynna e Bodianus diana. Non supera i 17, 9 cm.
La colorazione varia nel corso della vita del pesce: i giovani sono brunastri con ampie macchie bianche e aree irregolari scure sulle pinne, di colorazione pallida. Gli adulti, invece, hanno il ventre chiaro e il dorso e la testa di un rosso scuro; il resto del corpo è giallastro. Le pinne pettorali sono trasparenti, mentre la pinna anale e le pinne pelviche hanno una colorazione rosata con macchie scure. Sul dorso sono presenti macchie bianco-giallastre.

## Riproduzione
È oviparo e la fecondazione è esterna. Non ci sono cure nei confronti delle uova.

## Conservazione
Questa specie è classificata come "a rischio minimo" (LC) dalla lista rossa IUCN perché nonostante l'areale ristretto non sembra essere a rischio né pare minacciata da particolari pericoli.